# Закшевко (Куявсько-Поморське воєводство)
Закшевко (пол. Zakrzewko) — село в Польщі, у гміні Лисомиці Торунського повіту Куявсько-Поморського воєводства.
Населення — 315 осіб (2011).
У 1975-1998 роках село належало до Торунського воєводства.

## Демографія
Демографічна структура станом на 31 березня 2011 року:
|          | Загалом | Допрацездатний вік | Працездатний вік | Постпрацездатний вік |
| -------- | ------- | ------------------ | ---------------- | -------------------- |
| Чоловіки | 142     | 42                 | 94               | 6                    |
| Жінки    | 173     | 45                 | 99               | 29                   |
| Разом    | 315     | 87                 | 193              | 35                   |